# Nationalstraße 130 (Japan)
Die Nationalstraße 130 (jap. 国道130号, Kokudō 130-gō) ist die zweit kürzeste Nationalstraße in Japan. Festgelegt wurde sie am 18. Mai 1953 als Nationalstraße zweiten Ranges. Sie zweigt von der Nationalstraße 15 in Minato ab, führt zum Hafen Tokio und bindet diesen damit an das Nationalstraßennetz an. An ihrem Ende wird sie von der Tōkyō Monorail überquert.